# キスよりも早く
『キスよりも早く』（キスよりもはやく）は、田中メカによる日本の漫画作品である。
月刊「LaLa」（白泉社）にて2007年3月号から2012年8月号まで連載。当初は読みきりの予定で掲載されていた。単行本は2012年10月に12巻で完結。2015年に文庫版が全6巻で刊行を開始。それを受けて「LaLa DX」2015年11月号および「LaLa」2015年12月号に読み切りが掲載された。本誌ふろくではドラマCD化もされている。2018年、連載終了後の読み切りを1冊にまとめた『キスよりも早くFuture』が発売された。

## あらすじ
両親を亡くして幼い弟と姉弟ふたりきりになった女子高生梶文乃。親戚中をたらいまわしにされ続ける状況にうんざりして家出を敢行、弟・鉄兵とともに路頭に迷っていたどん底状態の中、唯一文乃を探し続けていた担任教師の尾白一馬に拾われる。売り言葉に買い言葉を重ねた末に「同情するなら結婚して」と言い放つも、当の一馬はあっさり承諾。かくして誰にも言えない秘密の新婚生活が始まる。

## 登場人物
声の記述はドラマCD版。なお、第29話で新年度を迎え、学生のキャラクターは進級している。
梶 文乃（かじ ふみの）
声 - 千葉紗子
本編の主人公。熊猫高校2年生。2月23日生まれのA型で、物語開始時は16歳。身長165cm。高校入学前（15歳時）に両親を事故で亡くし、弟（鉄兵）とともに親戚中をたらい回しにされ、そのまま1年が過ぎる頃、現状にうんざりして家出を実行、路頭に迷っていたところを尾白一馬に拾われる。その際の売り言葉に買い言葉のやりとりが原因でそのまま結婚、鉄兵ともども一馬のアパートで暮らす。それなりの美人かつスタイルはいいが、胸が小さいのがコンプレックス。熱を出すと涙もろくなる。
派手な外見と悪いことを見逃せない一本気な性格から、周囲には乱暴者扱いされているが、色事には全く免疫のない純情少女。一馬にはフリルのエプロン、猫耳、チアリーダーなど数々の新妻コスプレを強要されるなど翻弄されている。両親の死後、弟を一層大切に思い、親族の陰口などから必死で守ってきた。当初は「弟を養うための契約」として結婚したが、徐々に一馬に対して恋心を寄せ、キスすら済ませていないものの、名実ともに夫婦となる。しかし、何でも1人でかかえ込む癖はなかなか抜けていないので、よく周囲を心配させる。
手先が不器用なために料理・裁縫などは全くできず、運動神経抜群でありながら、バレーボールのような道具を使うスポーツは不得手である。球技大会の折にクラスの女子とは打ち解け、以降は女子バレー部の3人組とよく一緒にいる。授業をサボりがちであったため学力はあまり高くなく、特に英語が苦手だったが、メグの登場以降、英語の意味も含めてきちんと聞き取れるようになる。一馬との補習などの成果が出て英語に興味を持ち始めた当初は短大の英文科進学を目指していた（夏の模試では第一志望が合格ラインに達している）が、現在は「学力が上がった分志望校のランクを上げても大丈夫じゃないか」という翔馬の指摘を受け、4年制の外国語大学へ志望を変更、英語教師を目指す。その志望校へは無事合格し、「LaLa」2015年12月号の読み切りでは「尾白」姓で大学へ通っているが、結婚していることは周囲に隠しており、夏休みに帰省した一馬と夏祭りに行った際に友人にバレてしまう。なお、男子の中には文乃が「人妻」だと発覚する前から密かに思いを寄せている者がいたようだが、バレた後は「夫が単身赴任中」という事実も合わせた補正がかかったため、陰でモテているのは変わらず。
祖父を含めた父方の親族との折り合いが悪いのは両親が駆け落ち結婚したためで、墓は父方の祖父に任せきりになっている。密かにお墓参りに行った際に祖父とは和解できたが、祖父では親族の陰口から姉弟を守れないため、2人を引き取ることを断念した。
高校卒業後に挙式したが、4ヶ月経っても一馬を「先生」と呼ぶ癖は抜けず。また、最終巻巻末の書き下ろし（10年後）では英語教師となっており、一馬との間に長男・駿（しゅん）が生まれたのを機にアパートを出た。
尾白 一馬（おじろ かずま）
声 - 遊佐浩二
文乃の担任兼夫。11月22日生まれのA型で、物語開始時は24歳。家出していた文乃と鉄兵を保護し、売り言葉に買い言葉で結婚して秘密の結婚生活を始める。学校では地味で冴えない英語教師だが、家では様々な手段を用い、打てば響く文乃をいじり倒すドS。なお、数学は苦手。文乃を大切に思う一方、男としての独占欲も強い。「奥様コスプレ」と引き換えに尾白家での食事作りを担当。コンタクトを入れ、髪型を変えると、外見は一層若くなる。デート時など、それを利用し変装することがある。
前年度の始業式で新任教師の挨拶を任され緊張しまくっていた所を、通りかかった文乃にほぐされている（文乃本人はこの一件を忘れていた）。以降、住所が変わるたびにどこか尖っていく文乃を密かに案じていた。普段は誰に対しても敬語口調だが、龍や烈など昔馴染みに対しては素に戻る。
高校時代は、敵対する暴走族100人を1人で壊滅に追い込んだ地獄のまーくんとして畏怖されるヤンキーだった。本人は恥ずかしい過去として隠したがっているが、現在でもヤクザを脅した時は、彼ら以上に恐ろしい風貌と化す。なお、本人曰く、現在は「（喧嘩は）龍の方が強いかも」。当時（8年前）、新しくやってきた英語教師・前田との出会いによって、苦手だった英語を克服、立派な教師になろうとヤンキーを卒業した。その頃の自分と同じく英語が苦手な文乃と英語の交換日記をするなど、前田の影響を強く受けているが、文乃から指摘されるまで気づいていなかった。
母親は彼が生まれてすぐに他界したため親戚の元で育てられていたが、跡取りとして甘やかされた末にワガママ放題の「小さな暴君」と化しており、その上親戚中で「本家長男の争奪戦」が繰り広げられそうになったため、4歳頃から4年間、父の秘書である佐々の家に預けられ、徐々に性格が矯正された。グレる以前は翔馬も憧憬の念を抱く程の、文武両道の優等生であったらしい。なお、政治家である父親とは折り合いが悪く、勘当されている。そのため家族との思い出が少なく、病気になった時や気弱になった時の甘え方を知らず、文乃にすらなかなか本音を見せようとしない。文乃たちの受験合宿中に、これまで頑なに拒んでいた存在（義母）と遭遇し、和解。以降は素直に「お母さん」と呼ぶようになった。
文乃との生活が父にバレたことで、「卒業までの別居」の他に、「新年度から離島の高校へ異動」を言い渡されたが、文乃の第1志望校の合格報告を受け、バースデープレゼントを兼ねた婚約指輪を贈り、文乃の卒業後に挙式。その間、子供に恵まれなかったが、文乃に教師生活を少しでも長く満喫してもらおうと、10年間子作りを制限していたことを後日譚の「Future」で鉄兵に打ち明けている。しかし、無事10年目で長男・駿を授かる。
梶 鉄兵（かじ てっぺい）
声 - 沢城みゆき
文乃の弟で、尾白家のアイドル。3月14日生まれのO型で、物語開始時は4歳。父方の叔父・智之に似ている。「すなめり保育園」に通う園児で、年齢以上のしっかり者であり手先も非常に器用。姉を「ブンちゃ」、一馬を「まーくん」と呼ぶ。2人の仲を見守る、発破かけ役。幼いながらも勇敢で姉想い。尾白家においては、文乃と揃いのコスプレで一馬を出迎えるのが定番（文乃 → レースクイーン、鉄兵 → ドライバーなど）。
他者の感情に聡く、黒沢の無自覚な想いにも真っ先に気づいた。また、視力は両目とも2.0と高く、夜目もきく。将来の夢は不良で、最近のお気に入りはリーゼントくんの絵本シリーズ。
最終巻巻末の書き下ろし（10年後）では、龍の身長を越す長身のイケメンに育っている。智之から柔道を教わったことがきっかけで龍ノ爪高校体育科へ進学した（しかし、えみり曰く「勉強も出来る」）。また、文乃たちとの同居も続いているが、同じく最終巻の「MecaSite」によると、姉夫婦がかつての自分たちのように問題児を自宅に住まわせるため、彼を巡る恋愛絡みのトラブルが絶えず寮暮らしになったらしい（とはいえ、頻繁に帰ってきている）。一馬の異母妹・美留に一方的に慕われているが、熊猫高校へ進学したえみりとは恋人のような関係に。
進藤 龍（しんどう りゅう）
一馬の隣の部屋に暮らす一馬の悪友で、「すなめり保育園」の保育士。1月15日生まれのO型。イケメンで、女子園児を中心に人気の的。かつての一馬の不良仲間でもあり、総長だった尾白一馬に次ぐNo.2の座に就いていた。現在は長髪を後ろでまとめているが、当時は短髪を金色に染めていた。また、当時の一馬の写真を、現在も「お守り」として持ち歩いている。
一馬が素を曝け出す数少ない相手であり、よき理解者。彼も一馬と文乃の関係を進めたがる、発破かけ役。文乃達が結婚生活を開始するにあたり、最初の協力者として学校関係者に「文乃の遠縁」と偽り、書類上では文乃と同居している。
元ホストで女性の扱いが上手い。浴衣や着物の着付けが出来るなど、特技は多い模様。バイクを所持し、度々一馬に貸している。最終巻巻末の書き下ろし（10年後）でも独身。
火熊 烈（ひぐま れつ）
一馬の昔馴染み（喧嘩相手の1人。高校は別の学校）で、ヤクザ「火熊組」の若。首に刺青、顔に右眉を横切る長い傷跡があるのが特徴。高校時代に、一馬や龍の恩師である前田を人質に取る形で喧嘩を仕掛けたことがあり、それ以降は知人として彼と連絡を取っている（一馬だけが知らなかった）。
文乃を狙った校内の不良（3年生）が、つながりのある火熊組の人間に協力を求め、文乃を助けに来た一馬にあっさりやられたことで2人の関係を知る。しかし、文乃に絡んだ組の者が直接謝りたくても一馬が文乃に会わせなかったため、やや強引な手段で連れ出した。なお、文乃や鉄兵には、詫びとして一馬に渡したプリンがもとで「プリンの人」として定着している。
以来、龍経由で文乃のバイト（自社ビルの掃除）を斡旋したり、車を貸したりと協力する。
黒沢 健（くろさわ けん）
文乃のクラスメートで、スポーツトレーナー志望のバレー部員。192cmの長身が特徴。球技大会の折に文乃をコーチしたことがきっかけで親しくなり、文乃に恋心を抱く（※無自覚）。既に結婚しているとは知らないものの、一馬と文乃が教師と生徒以上の関係であることに気づいている。センター試験前の初詣以降、文乃に片想いする者という共通点からか、翔馬と友人のような関係に。
最終巻の「MecaSite」によると、体育大学を卒業後プロのバレーボールチームに入団。ルックスの良さから人気選手となるがモテているという自覚はなく、ひたむきにバレーに打ち込む姿から男性陣の支持も厚い。また、女子選手と結婚した。
小夜、岡、花井（さよ、おか、はない）
文乃のクラスメート。女子バレー部の3人組で大抵一緒に行動している。岡だけは読みきりの時点で既に登場している。
小夜はやや目つきが悪く、きつい物言いも多いが友達思い。実は黒沢が好き。
岡は可愛らしく、不良や痴漢に絡まれては文乃に助けられる。最終巻の「MecaSite」によると、文化祭でのトラブルがきっかけで烈へ果敢にアタックするようになるが、その度に火熊組絡みのトラブルに巻き込まれているらしい。保育士志望。
花井は3人の中では穏健派。実は年上の彼氏がいる。
尾白 翔馬（おじろ しょうま）
声 - 中村太亮
一馬の異母弟（父親の後妻の子）。8月2日生まれのAB型。帰国子女で、父親の命令で熊猫高校に編入する（文乃と同学年）。王子様系のルックスで女生徒の注目を浴びるが、本人は至ってクール。
文乃を目の仇にし、一馬や文乃を挑発するような言動をするが、実は愛情表現が上手く出来ないだけのブラコンで、ひどい方向音痴。メグのことは手のかかる妹のように思っている。メグが英語だけで話し始めると反射的に英語で言い返す。当初はひたすら文乃を嫌っていたが、終盤になって文乃に恋心を抱いている事を自覚する。
最終巻巻末の書き下ろし（10年後）ではメグへ婚約を申し込みにアメリカに行ったらしいが、その道のりは長い模様。
梶 智之（かじ ともゆき）
文乃たちの父方の叔父で、数少ない仲の良い親族。愛称は智くん。柔道部の新たなコーチとして熊猫高校にやってきた。文乃より12歳上だが、学生時代から小柄で、童顔を含め外見があまり変わっていないため、度々高校生より年下に見られる。梶家の血なのか、文乃同様売られた喧嘩は買って、相手を叩きのめす癖があり、校内で煙草を吸う不良に絡まれてもあっさり投げ飛ばして返り討ちにする。
甥の鉄兵とは新生児だった頃にしか会っていないらしい。単身海外に渡って柔道を教えて暮らしていたが、兄夫婦の事故当時も海外で柔道を教えていたため、文乃らを助けることが出来なかったことを悔いており、父から連絡を受け、帰国したついでとばかりに担任と同居という特殊な状態にある文乃と鉄兵を引き取ろうとする。しかし、フランスでの教え子である空木トモエ（10歳年下）が彼を追いかけてきたことで、度々返り討ちにしていた不良に彼女が狙われ、ひと騒動起きた。
「順番を間違え」た一馬と文乃に対して「別居さえすればとやかく言わない」、夫婦から恋人に「順番が戻るだけ」、「週末はこっち（一馬の部屋）で遊んだっていい」と発言するなど、2人（+鉄兵）の絆を認めるような態度を取るが、何かあれば全力で別れさせるつもりらしい。
ラオ先生曰く「大学柔道の無差別級で4連覇した」有名人で、その強さは文乃も「世界レベル」と評するほど。
自分が勝ったら文乃たちは渡さない、自分が負けたら文乃たちを一馬の下へ帰し、いずれトモエと結婚するという条件で、一馬と3時間の乱取りによる対戦をするが、制限時間間際で足を滑らせたことがきっかけで敗北。その後、日本の大学に留学することにしたトモエと同居する。しかし、文乃と一馬の挙式の時点ではまだ結婚していない。
マーガレット・ダントン
翔馬がアメリカでお世話になっていた、高級ホテルを多数経営する資産家の一人娘。愛称はメグ。母を早くに亡くしたことと父親の多忙が原因でやや放任気味の環境で育ったため少々わがままなところがあるが、基本的に陽気で気のいい少女。Eカップの巨乳。
日本留学のため翔馬の家にホームステイ中で、熊猫高校の文乃のクラスに編入する。当初は一馬に気があるような行動を取り、文乃を苛めていたが次第に打ち解け、文乃のいい相談相手に。
父親の敷いたレールに従って生きるのが幸せだとずっと思っていて、帰国したら親の決めた婚約者と結婚するつもりだったが、翔馬に恋をしたことでその生き方に疑問を感じ始める。なお、熊猫高校には卒業まで籍を置き、卒業後は帰国せずイギリスでホテル経営の勉強をし、10年後には会社を継いで女社長となっている。
羅尾（らお）
文乃たちの学年主任。生徒指導兼体育教師。筋肉質かつ210cmの長身と、強面が特徴。愛称はラオ先生。
校長ともども、妻は元教え子で、一馬と文乃が自分達の関係をごまかしきれていないため「教師と生徒の恋愛もうまくやってこそ一人前」と評する。
教頭
熊猫高校の教頭。名前は明かされていない。第28話時点で58歳。専門は数学。「素行不良生徒」である文乃との相性はあまりよくない上、「文乃と一馬が早朝にラブホテルから出てきた」という騒ぎ以来、2人の関係を疑っている。
空木 トモエ（うつぎ トモエ）
フランス生まれの日本人。文乃より1年先輩だが、小柄かつ文乃より幼い外見。智之の教え子で、家族仲があまりよくなかったこともあって、幼い頃から彼に思いを寄せており、「背中を畳に付けられたら（=トモエが智之に勝てれば）結婚してやる」という智之の言葉を真に受けて以来、忍者のような身の軽さを発揮して様々な手段で勝とうとする。その方向性に恐怖を覚えた智之が帰国したので、追いかけて来日。
智之の厚意で彼のマンションに文乃らと同居することになり、文乃と話をした事で、彼女と一馬の絆の強さに憧れる。一馬と智之の乱取り対戦の際は、柔道の経験がない一馬の臨時コーチを務めた。
尾白 エマ（おじろ エマ）
一馬の義母で翔馬の実母。受験合宿中の自由時間に繁華街に来ていた文乃に偶然ぶつかり、持っていたソフトクリームがシャツについたことで出会う。後日、同じようなシチュエーションで一馬にぶつかり缶ジュースをシャツにかけてしまった。その際、一馬が「お母さん」と呼びかけたことがきっかけで和解。以降、メグとともに一馬と文乃の関係を見守っている。
日本語は流暢に話せるが、とっさの時はまだ英語が出てしまう。文乃と出会った夏の時点で妊娠中であり、その後娘を出産した。メグとも仲がよい。
佐々 明雄（ささ あきお）
父の代から尾白家に仕える秘書。若い頃は一馬の世話係を務め、一馬が家を出てからは翔馬の世話係をしていたため、兄弟は彼とその父に頭が上がらない。父の頃から一馬に関する報告書を写真つきで作成しており、いろいろな物に隠しカメラを仕込んでいる。
特異な環境で育ってきた一馬を父とともに矯正したためか、個人的に一馬の味方をすることもある。
尾白 冬馬（おじろ とうま）
尾白家当主。一馬と翔馬の父親で政治家。教職を志した長男を勘当した張本人。一馬誕生と同時に妻を亡くし、「子育てに関して父親はノータッチ」という家の方針に倣ったため、残された息子とどう接していいのかわからず、一馬との間に溝ができてしまっている。見合い結婚であったものの、最初の妻である一馬の母を大切に思っていた。
偶然存在を知った文乃のことを「尾白の名を危険にさらした者」として排除しようとしていたが、最終的には譲歩して「センター試験以降、卒業まで1ヵ月半の間別居すること」で受け入れた。
相澤 えみり（あいざわ　えみり）
鉄兵の保育園でのクラスメイトで、ツインテールを巻いているのが特徴のおしゃれ好きな女の子。実は熊猫高校教頭の孫で、鉄兵曰く両親は医者。やや強気な性格で、相手を問わずずけずけとものを言う。当初は女子園児の例に漏れず龍に憧れていたが、ある一件から鉄兵に好意を見せるようになり、10年後でも片想いは続いている模様。

## 単行本
「キスよりも早く」 花とゆめコミックス（白泉社）刊
1. 2007年7月10日発行 ISBN 978-4-592-18471-3
2. 2007年12月10日発行 ISBN 978-4-592-18472-0
3. 2008年5月10日発行 ISBN 978-4-592-18473-7
4. 2008年12月10日発行 ISBN 978-4-592-18474-4
5. 2009年6月5日発行 ISBN 978-4-592-18475-1
6. 2009年11月5日発行 ISBN 978-4-592-18476-8
7. 2010年4月30日発行 ISBN 978-4-592-18477-5
8. 2010年12月3日発行 ISBN 978-4-592-18478-2
9. 2011年7月5日発行 ISBN 978-4-592-18479-9
10. 2011年12月5日発行 ISBN 978-4-592-19340-1
11. 2012年6月5日発行 ISBN 978-4-592-19341-8
12. 2012年10月5日発行 ISBN 978-4-592-19342-5

「キスよりも早くFuture」 花とゆめコミックス（白泉社）刊
- 2018年5月2日発行 ISBN 978-4-592-21115-0

## ドラマCD
「LaLa」2008年5月号ふろく「LaLa プレミアム♥ドラマCD」と2009年11月号ふろく「LaLa プレシャスドラマCD」にて収録。